# Zapreval
Zapreval este o localitate din comuna Gorenja vas - Poljane, Slovenia, cu o populație de 32 de locuitori.